# Dżujs al-Dżumajjil
Dżujs al-Dżumajjil, Joyce Dżemajel, z domu Tajan – żona byłego prezydenta Libanu Amina al-Dżumajjila (od 1967 roku), matka Nicole, Pierre'a juniora i Samiego Dżumajjilów. W latach 1988–2000 przebywała wraz z mężem na emigracji we Francji.